# American General Center
American General Center (znany też jako America Tower) – wieżowiec w Houston w Stanach Zjednoczonych. Ma 180 metrów wysokości i 42 piętra. Zaprojektowany został przez Lloyd Jones Brewer & Associates, a budowę ukończono w 1983 roku. Wykorzystuje się go jako biurowiec. Obecnie mieści się tutaj siedziba American General, wcześniej swoją siedzibę miały tu linie lotnicze Continental Airlines.